# سلیمان دلوینا
سلیمان دلوینا (انگلیسی: Sulejman Delvina; ۵ اکتبر ۱۸۷۱ – ۱ اوت ۱۹۳۲) سیاستمدار و دیپلمات اهل آلبانی بود. وی از ژانویه تا نوامبر ۱۹۲۰ نخست وزیر آلبانی بوده‌است.